# Кожмани
Кожмани (словен. Kožmani) су насељено место у општини Ајдовшчина, покрајини Приморска која припада Горишкој регији Републике Словеније.

## Географија
Насеље Кожмани налази се на надморској висини од 113,6 метра, површине 0,43 км²

## Историја
До територијалне реорганизације у Словенији налазило се у саставу старе општине Ајдовшчина. Као самостално насеље Кожмани постоје од 1991, издвајањем дела из насеља Жапуже. 

## Становништво
На попису становништва 2011. године, Кожмани су имали 112 становника.
| Број становника по пописима | Број становника по пописима | Број становника по пописима |
| --------------------------- | --------------------------- | --------------------------- |
| 2002                        | 2011                        |                             |
| 109                         | 112                         |                             |

Напомена: У 1991. настало издвајањем дела насеља Жапуже. U 2000. извршена је мања размена територија између насеља Долга Пољана и Кожмани.